# Hylocomiastrum pyrenaicum
Hylocomiastrum pyrenaicum (Synonym Hylocomium pyrenaicum, deutsch Pyrenäen-Hainmoos oder Pyrenäen-Neuhainmoos) ist eine Laubmoos-Art aus der Familie Hylocomiaceae.

## Merkmale
Hylocomiastrum pyrenaicum bildet gelbgrüne bis braungrüne, lockere, glänzende Rasen. Die kräftigen Pflanzen sind bis 10 Zentimeter lang und unregelmäßig einfach gefiedert. Die Stämmchen sind mit zahlreichen vielästigen Paraphyllien besetzt. Die Äste sind dick wurmförmig. Die Stämmchenblätter sind aufrecht abstehend bis dachziegelig anliegend, hohl und längsfaltig, eiförmig, plötzlich in eine kurze Spitze verschmälert und bis etwa 2 Millimeter lang. Die Blattränder sind teilweise zurückgebogen, unten ganzrandig und in der oberen Hälfte grob gesägt. Die einfache oder doppelte Blattrippe reicht bis etwa zur Blattmitte. Die geschlängelt-linealischen Blattzellen sind zirka 7 Mikrometer breit und bis 60 Mikrometer lang. Astblätter sind etwas kleiner, weniger hohl und flachrandig.
Die Geschlechterverteilung ist diözisch. Sporogone sind sehr selten. Die Seta ist ein bis zwei Zentimeter lang, die Kapsel horizontal, geschwollen eiförmig, hochrückig und um 2 Millimeter lang.

## Standortansprüche
Das Moos wächst an feuchten bis trockenen, basischen bis sauren, halbschattigen Standorten in montanen bis alpinen Höhenlagen auf humusbedecktem Kalk- und Silikatgestein in Wäldern und Blockhalden, unter Krummholz, in Zwergstrauchheiden, selten auch in alpinen Rasen.

## Verbreitung
Die Art ist auf der Nordhalbkugel in Europa, Asien und Nordamerika verbreitet, davon in Europa im nördlichen Teil, in den Alpen, Pyrenäen und im Kaukasus. In Mitteleuropa konzentrieren sich die Vorkommen auf die Nord- und Zentralalpen, hier ist sie zerstreut bis häufig. Nur selten ist sie noch im Schweizer Jura und im Schwarzwald.